# Salmo fibreni
El carpione del lago Fibreno (Salmo fibreni) es una especie de pez de la familia Salmonidae en el orden de los Salmoniformes.

## Reproducción
Tiene lugar entre diciembre y enero.

## Hábitat
Vive en zonas de  aguas dulces templadas entre 10 °C-11 °C de temperatura.

## Distribución geográfica
Se encuentra en Europa: lago Puesta Fibreno (Italia ).